# Mihail Nikitenko
Pour l’article homonyme, voir Nikitenko.
Mihail Nikitenko  est un joueur d'échecs biélorusse né en 2000, champion de Biélorussie en 2020 et grand maître international depuis 2022.
Au 1er février 2024, il est le deuxième joueur biélorusse avec un classement Elo de 2 532 points en parties classiques.

## Carrière aux échecs
Nikitenko représenta la Biélorussie lors du championnat d'Europe d'échecs des nations de 2019, marquant 2 points sur 5 au quatrième échiquier.
En janvier 2020, Nikitenko remporta le championnat biélorusse junior (moins de 20 ans) avec 7,5 points sur 9. En octobre, il remporte le championnat de Biélorussie adulte disputé à Minsk.
En août 2022, il finit premier ex æquo (deuxième au départage) du tournoi de Minsk avec 7,5 points sur 9
En septembre 2022, il finit troisième ex æquo (troisième au départage) du mémorial Pantchenko disputé à Tcheliabinsk avec 7 points sur 10.
En novembre-décembre 2022, il finit premier ex æquo (deuxième au départage) du tournoi d'Almaty avec 6 points sur 10 et remporte les deux tournois du CFSL Golden Jubilee à Colombo au Sri Lanka : le tournoi open (8,5/9) et le tournoi à deux tours entre 6 joueurs (8/10).
En juin 2023, il finit premier au départage avec 7 points sur 9 du mémorial Nejmetdinov disputé à Kazan.
En janvier 2024, il finit premier ex æquo (deuxième au départage) du championnat biélorusse.
La Fédération internationale des échecs lui accorde le titre de grand maître international en  2022.